# Hounsi
La hounsi (ounsi ou hounci) (houngan pour les hommes) est le nom de l'initié dans le vaudou haïtien ou africain ( Bénin, Togo).
Les fidèles vaudouisants désireux de garder la protection d'un lwa peuvent demander l'initiation afin de le fixer sur leur tête. 

## Initiation
Celle-ci dure entre une et deux semaines. La hounsi doit rester dans l'oufo pour apprendre les vertus des plantes et se familiariser avec son lwa. 
Le jour de la cérémonie, elle est vêtue de blanc et porte un cataplasme d'herbes sur la tête. La hounsi est censée mourir lors de la possession pour renaître avec son lwa. Le lwa est appelé "lwa-mèt-tèt" (maître de la tête) à la fin de l'initiation.
Le lwa, lui, reste attaché à vie, mais il faut le détacher avant la mort, au cours d'une cérémonie appelée "dessounen".

## Rôles
La hounsi peut ensuite participer aux cérémonies en tant que :
- hounsi canzo : chantant dans le chœur ;
- hounsi cuisinière : préparant le repas des esprits ;
- hounsi ventailleur : sacrifiant les animaux.